# Arte greca arcaica

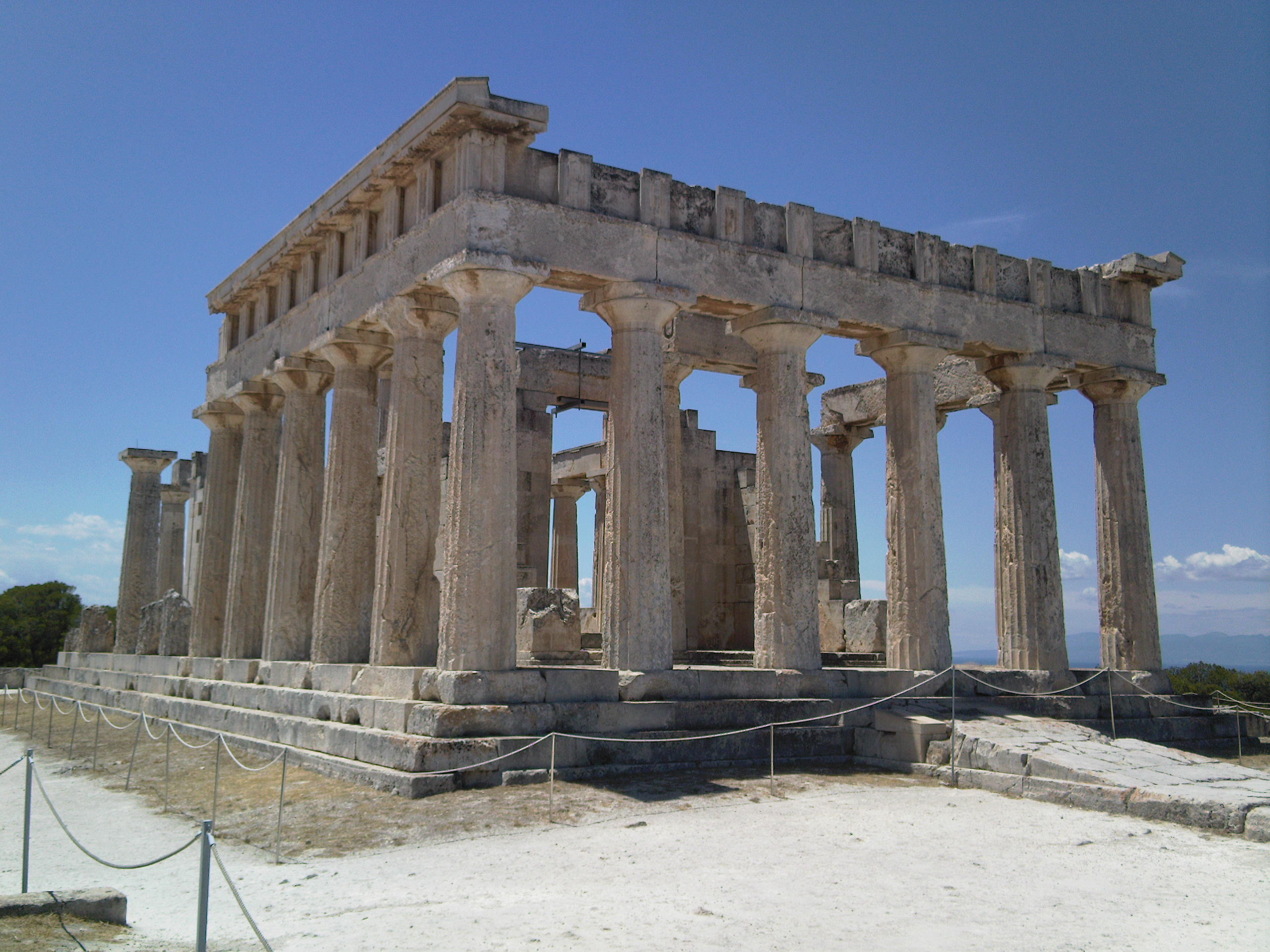
Il tempio di Afaia a Egina

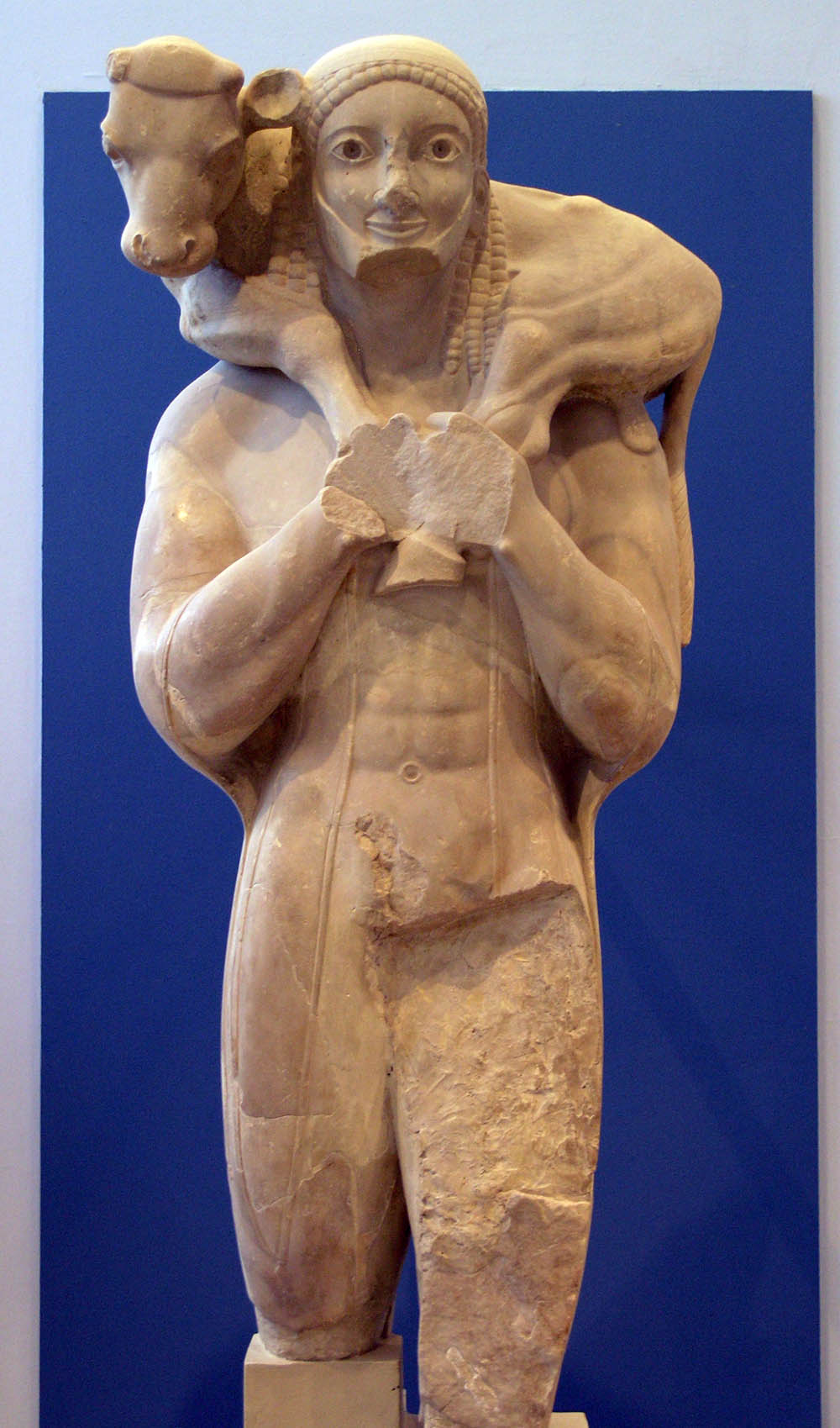
Il Moscophoros (570-560 a.C. circa), Atene, Museo dell'Acropoli

L'arte greca arcaica comprende il VII e il VI secolo a.C. Il primo è un periodo di innovazioni ed esperimenti etichettato con il termine "orientalizzante" e comprendente fenomeni ed eventi di varia e complessa natura tra i quali la nascita della ceramica protocorinzia e il periodo che in scultura viene detto dedalico, ovvero la nascita della statuaria greca. Frequentemente intorno al 620 a.C. si pone l'inizio del periodo arcaico propriamente detto, fase durante la quale si consolidano e sviluppano le conquiste del periodo precedente e in cui, terminate le influenze orientali, l'arte greca inizia il proprio autonomo cammino. Convenzionalmente la fine dell'arte arcaica viene posta intorno al 480 a.C.

## Definizione
Benché sia sconsigliato procedere a generalizzazioni esistono alcune caratteristiche pertinenti all'arte greca arcaica che è possibile tenere presente non dimenticando al contempo che la serie di eventi che trasformano l'arte arcaica in classica (come la contraddizione della superficie e della legge della frontalità o l'investigazione dei caratteri) inizia molti secoli dopo del 480 a.C.
La prima caratteristica è la rappresentazione tramite schemi e convenzioni; le forme, le posture e i movimenti delle figure arcaiche erano limitate e tipiche; il modo di correre, stare e camminare veniva rappresentato sempre in base agli stessi schemi di lettura che servivano a rendere gestibile l'infinita complessità e irregolarità delle forme naturali: un mondo di schemi è un mondo ordinato, la natura ne è come controllata e questa tensione tra l'apparenza fenomenica delle cose e il desiderio di restituirle in schemi e modelli ripetibili è ciò che chiamiamo stile arcaico il quale procede verso il naturalismo (l'arte è per i greci una forma di conoscenza come lo sarà nel Rinascimento) nonostante lo sforzo opposto tendente a soddisfare una larga richiesta di regolarità e ordine, alla quale anche i filosofi di Mileto tentavano di dare la propria rivoluzionaria risposta. Poco nell'arte arcaica può essere considerato soggettivo o implicito. L'azione è sempre mostrata in tutta la sua evidenza e violenza e solo nello stile severo si cominceranno ad illustrare gli eventi tramite accenni o mostrando l'azione già terminata. La violenza mostrata nell'arte arcaica greca però non è connessa alla rappresentazione del dolore o della sofferenza perché le figure arcaiche non mostrano emozioni; queste ultime, come ogni altro elemento della rappresentazione, sono ridotte a gesti convenzionali: se una donna si tocca la testa piange, se un uomo tocca il mento di un guerriero che brandisce una spada sta implorando per la propria vita.
La forma in epoca arcaica viene tendenzialmente costruita a partire dalla superficie e questo porta in scultura alla frontalità e alle figure implicitamente delimitate dalle superfici dei blocchi originari. In pittura le figure e le composizioni aderiscono alla superficie o sono arrangiate sul piano anche quando esistono diversi piani sovrapposti, si vedano ad esempio le tre divinità assise su una delle metope del tempio di Apollo a Thermo. La forma inoltre viene definita e contenuta tramite la linea di contorno entro la quale in scultura trovano spazio scanalature, linee rilevate, rigonfiamenti; semplificazione però non significa austerità, lo stile arcaico è altamente decorativo e questo aspetto è particolarmente evidente nelle korai: esse indossano vestiti colorati e elaborati, ma questi ornamenti non sono fini a se stessi, sono ornamenti per i santuari e per le tombe, doni piacevoli per gli dei e per i defunti (agàlmata, ἀγάλματα). La tendenza all'ornamento si vede anche nelle maniglie a forma di cavallo, nei piccoli vasi con teste di leone o di donna, nei templi ionici immersi in una rigogliosa vegetazione scolpita nella pietra, e nei calderoni di bronzo dai quali spuntano sirene, teste di leoni e grifoni.

## Periodo orientalizzante e stile dedalico (circa 700-620 a.C.)

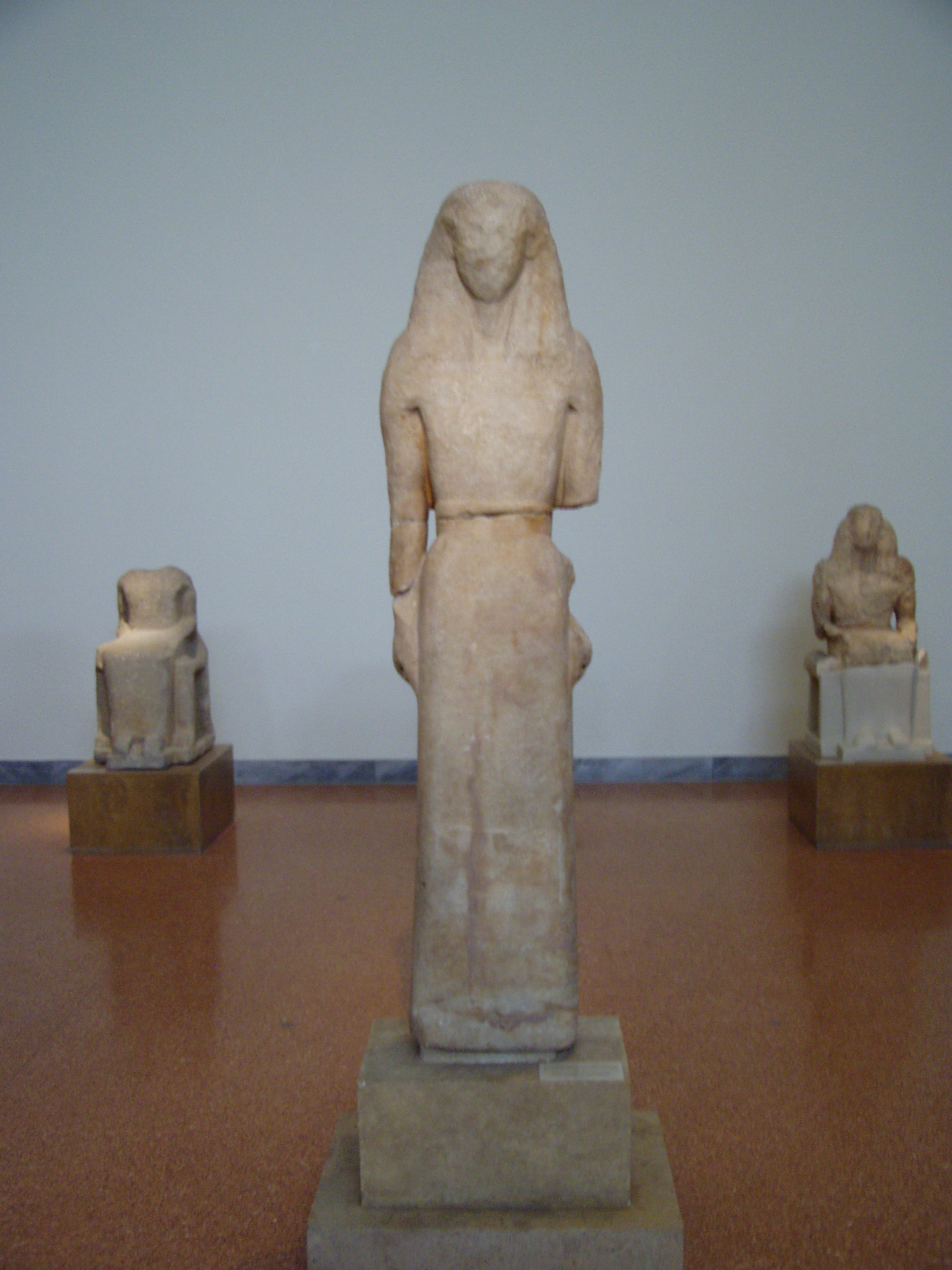
Kore di Nikandre (Delo), 650 a.C. ca. h 180 cm. Atene, Museo archeologico nazionale

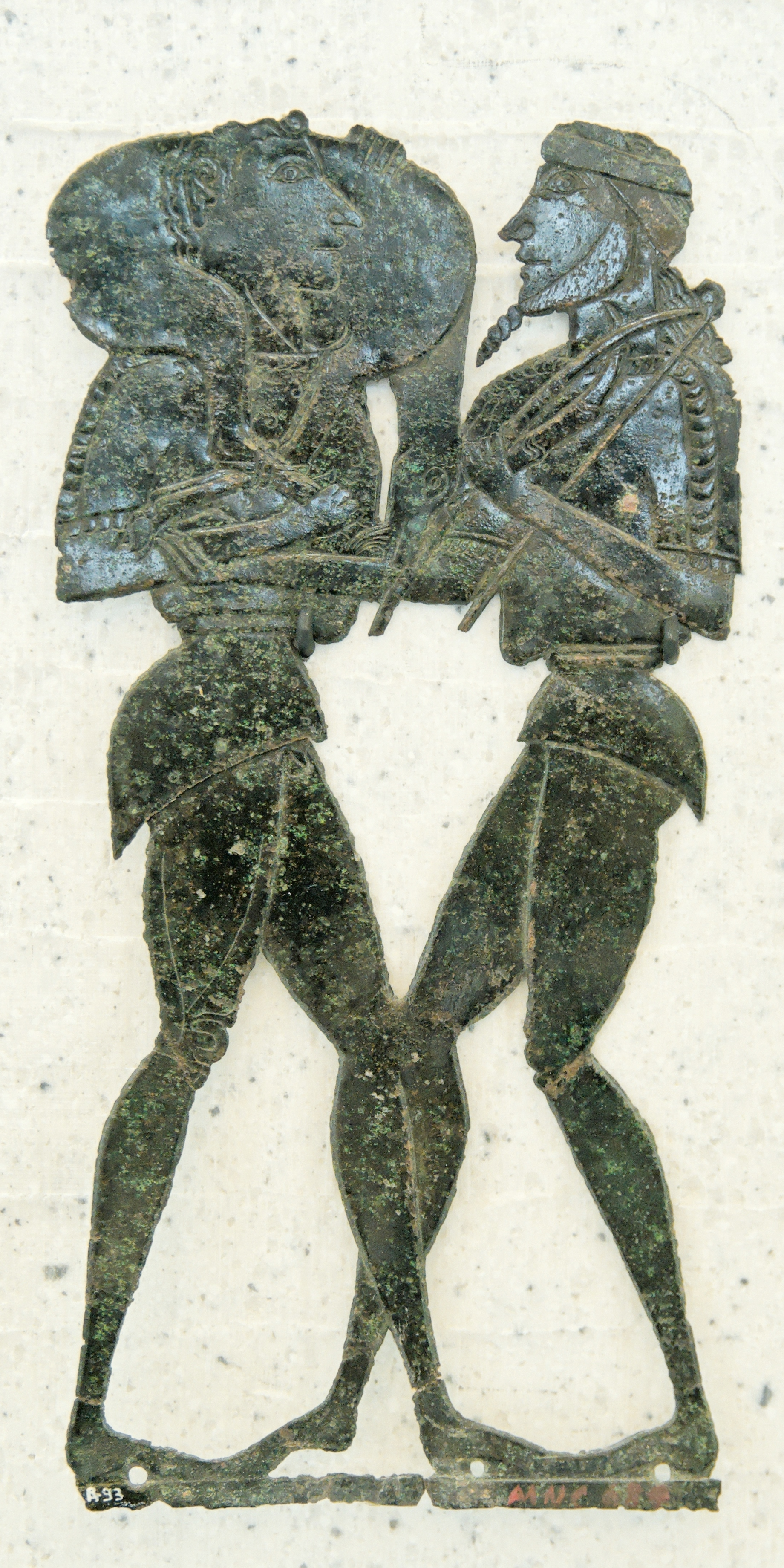
Cacciatori (Creta), lamina bronzea, secondo quarto del VII secolo a.C. Parigi, Louvre

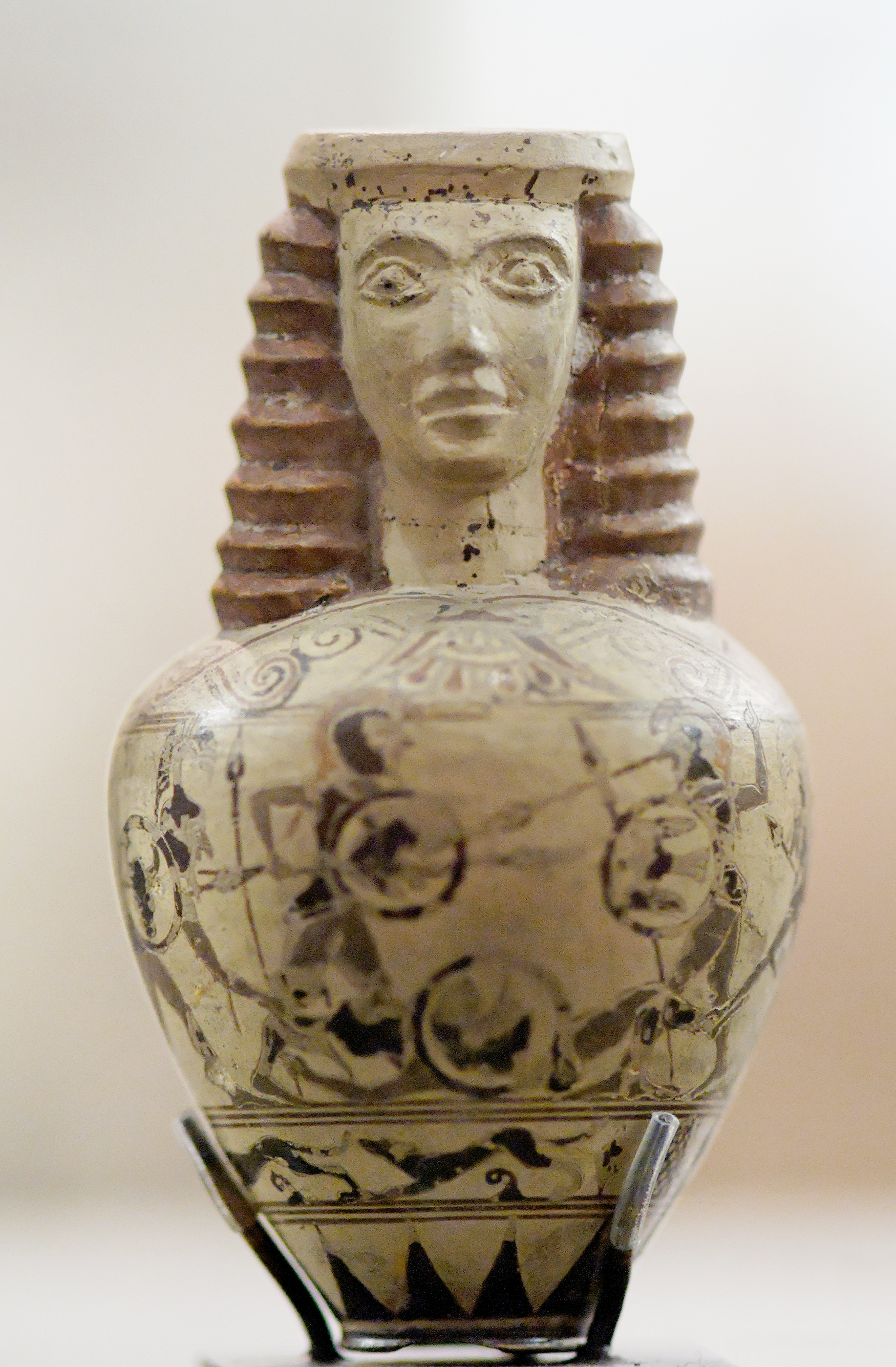
Aryballos protocorinzio (Tebe), metà del VII secolo a.C., h 7,2 cm. Parigi, Louvre

Il termine orientalizzante indica un periodo caratterizzato dalla diffusione e dalla imitazione di oggetti e motivi orientali nel Mediterraneo Occidentale; generalmente viene riferito all'VIII e VII secolo a.C. ossia a quel periodo in cui la Grecia passa dallo stile geometrico al nuovo stile orientale, assorbendone selettivamente il patrimonio iconografico e tecnologico.

### Contesto storico
La fine dell'arte geometrica corrispose ad un periodo di cambiamenti nelle strutture politiche ovvero con il passaggio dalla monarchia ereditaria all'oligarchia in tutta la Grecia, esclusa Sparta. Il prevalere della classe aristocratica e la concentrazione del potere nelle mani di pochi spesso sfociava in un regime tirannico e si determinava un ambiente adatto al sorgere di grandiose imprese costruttive le quali in genere richiedono una grande concentrazione di mezzi e di potere. La preminenza artistica di Corinto nel VII secolo a.C. si spiega con la potenza della dinastia dei Cipselidi che furono grandi committenti e mecenati; i doni votivi inviati da Cipselo e dai suoi figli ai santuari di Delfi e Olimpia suscitarono per secoli grande ammirazione.
In molte poleis gli aristocratici persero i loro monopoli politici, militari ed economici; vasti commerci esteri e crescita produttiva interna consentivano profitti, ricavati dal commercio e dall'artigianato, che rivaleggiavano con la ricchezza ereditaria. Fu un periodo di espansioni, spostamenti, contatti tra popoli spesso tutt'altro che pacifici; la minaccia o la realtà della guerra, interna o esterna, era quasi continua. Il periodo turbolento si manifestò nelle stesse forme espressive come una sorta di liberazione dai vincoli del geometrismo attico e in una volontà di sperimentazione. Iniziano a comparire i primi nomi incisi sui vasi o sulle sculture; la relativa diffusione dell'alfabetizzazione (vedi Coppa di Nestore) rese le prime firme possibili e l'artista iniziò a stabilire la pratica di annunciare la propria identità.

### Produzione artistica
I Greci avevano già da tempo iniziato a importare materiali, apprendere tecniche, e ottenere ispirazione dall'oriente, ma il VII secolo a.C. vide una decisa intensificazione di questi aspetti. L'avorio era sempre stato di provenienza orientale, e così l'ebano (dall'Etiopia tramite l'Egitto) e il cedro (dal Libano) che erano usati per gli xoana dell'VIII e VII secolo a.C. La tecnica dello sphyrelaton derivava probabilmente da tecnologie orientali; i primi esempi di opere greche realizzate con questa tecnica e giunti sino a noi appartengono a questo periodo e provengono da Creta dove si erano stabiliti artigiani di origine orientale.
Il centro artistico propulsore in questo periodo non fu più la sola Atene; gli ateniesi conobbero con ritardo la crisi che dall'inizio dell'VIII secolo a.C. agitava la maggior parte delle comunità greche e non parteciparono al movimento di colonizzazione, ma altri centri si svilupparono in cui il patrimonio formale orientale venne recepito e autonomamente rielaborato. Importazioni di forme orientali sono attestate a Creta dove vanno ad incrociare sopravvivenze minoiche e uno stile propriamente cretese quale si manifesta nella lavorazione del bronzo e particolarmente in lamine bronzee incise con scene di vita reale, la cui perfezione nel disegno e nelle proporzioni, sia per ciò che riguarda le figure singole sia negli accostamenti tra più figure, non trova riscontro nell'arte greca di questo periodo.
L'arte ceramica orientalizzante vede la netta predominanza di Corinto, ma tradizioni molto antiche attribuiscono a questa città numerose altre innovazioni: la decorazione a rilievo (coroplastica), l'idea di accostare tegole piatte con i bordi rilevati per poi coprire la linea di giunzione con un embrice spiovente, il tetto a doppio spiovente, ossia il timpano, attribuito ai corinzi fin dal V secolo a.C. (Pindaro, XIII Ode Olimpica, 20 sgg.). Tetto corinzio e timpano sono elementi essenziali per la forma canonica del tempio dorico che si sviluppa in questo periodo in una stretta relazione tra architettura e scultura, come nel tempio di Apollo a Thermo e nel santuario di Calidone.
Il Tempio di Apollo a Thermo in Etolia presenta diverse stratificazioni; la fase databile al 620 a.C. è il primo esempio di tempio dorico conosciuto; esso ha restituito una ricca decorazione fittile entro la quale si distinguono le metope (88 x 99 cm in terracotta dipinta ora al Museo archeologico nazionale di Atene) realizzate con tecnica di lavorazione e di pittura simile a quelle dei vasi protocorinzi.
Il santuario di Calidone sempre in Etolia venne probabilmente dedicato nell'VIII secolo a.C. e anch'esso presenta diverse fasi di costruzione. Alla fine del VII secolo a.C. sono datati due templi dorici in antis, il tempio A dedicato ad Apollo e il tempio B dedicato ad Artemide. I resti del tempio B includono decorazioni in terracotta (sima, antefisse, acroteri e metope) tra le quali una antefissa con un volto femminile, forse Artemide stessa (630-620 a.C.), recante un polos a sua volta decorato con le tipiche rosette ricorrenti nelle metope di Thermo così come negli sfondi delle ceramiche protocorinzie. Questi ritrovamenti confermano il predominio artistico di Corinto sulla Grecia settentrionale in questo primo periodo arcaico.
Nella pittura greca l'interesse per il rendimento spaziale appare già nella scena principale dell'Olpe Chigi, vaso protocorinzio del 640 a.C., con due schiere di opliti che si affrontano in un sovrapporsi di figure. La scena figurata è complessa e precoce e viene solitamente considerata come derivazione da una già sviluppata pratica nella grande pittura oppure, guardando la questione da un altro punto di vista, come l'opera di un maestro abituato ad operare sia su grandi lastre, sia su piccoli ariballoi. La tradizione letteraria coerentemente con i pochi reperti pittorici superstiti colloca a Corinto, o nei dintorni, il sorgere della più antica grande scuola pittorica. Alle lastre dipinte di terracotta simili ad alcuni vasi dipinti per tecnica e per stile dovevano affiancarsi tavole di legno ricoperte da uno strato bianco che possiamo immaginare simili nella realizzazione ai vasi a fondo bianco prodotti dal VII secolo a.C. nella Grecia orientale. In epoca orientalizzante la pittura policroma viene impiegata sia nelle metope di Thermo sia (ma si tratta di un utilizzo che non durerà a lungo a causa della laboriosità della tecnica e di preponderanti esigenze commerciali) nell'Olpe Chigi, sui vasi di Argo, Atene, Sicilia, dove la volontà pittorica si esprime anche nell'assenza di decorazione sullo sfondo. Le lastre di terracotta verranno impiegate fino alla fine dell'epoca arcaica, il loro utilizzo e la loro funzione, al di là della decorazione templare, è chiarito dalle pitture etrusche che decorano le pareti degli edifici (il gruppo più arcaico è costituito dalle Lastre Boccanera, terracotta dipinta, 570-560 a.C., Necropoli della Banditaccia, Cerveteri, ora al British Museum n. inv. 1889,0410.1-5).
I reperti giunti sino a noi portano ad affermare che sculture in pietra di grandezza naturale e più grandi del naturale si ebbero in Grecia in seguito ai contatti con l'Oriente, aperto al commercio greco dopo che l'Assiria ebbe conquistato l'Egitto nel 672 a.C. Le rappresentazioni vivaci tipiche del periodo di transizione dal geometrico al dedalico, quali si possono leggere nell'Apollo di Mantiklos, traggono dall'incontro con l'arte del Mediterraneo orientale nuove regole strutturali capaci di contenerne la spontaneità (vedi la Triade delfica di Drero, della metà del VII secolo a.C., Museo archeologico di Iraklio 2445-7, Creta). La tendenza a creare opere di dimensioni maggiori si diffuse in tutte le regioni della Grecia; la statua più antica in marmo a dimensioni naturali che ci sia pervenuta è la Kore di Nikandre, ma il principio ispiratore della scultura monumentale si può riscontrare anche in opere di piccole dimensioni, come nell'ariballo protocorinzio con protome femminile della metà del VII secolo a.C. al Louvre.

## Arcaismo maturo (620-530 a.C. ca.)

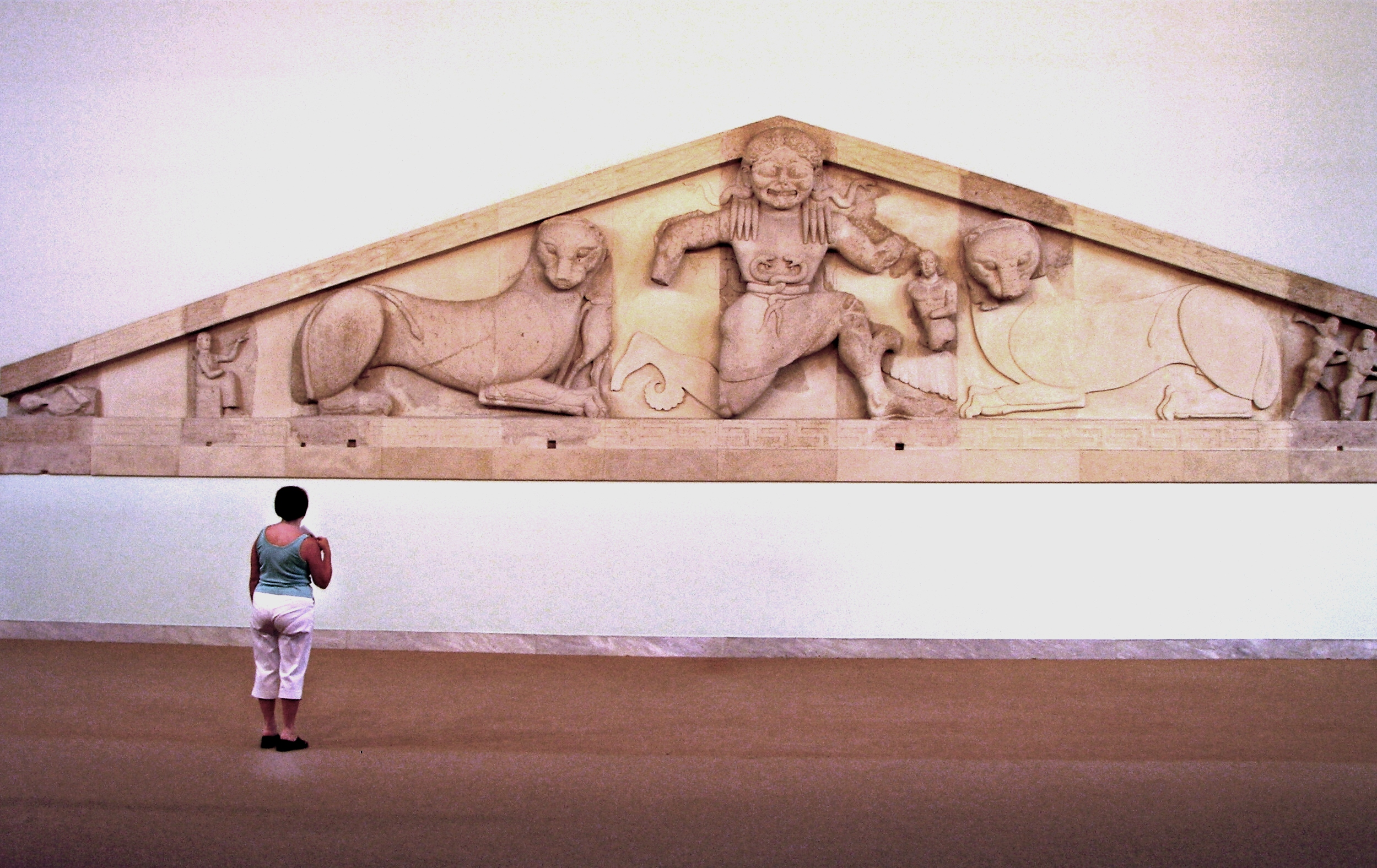
Frontone del Tempio di Artemide a Corcira, primo quarto del VI secolo a.C., h 2,60 x 17 m. Corfù, Museo archeologico.

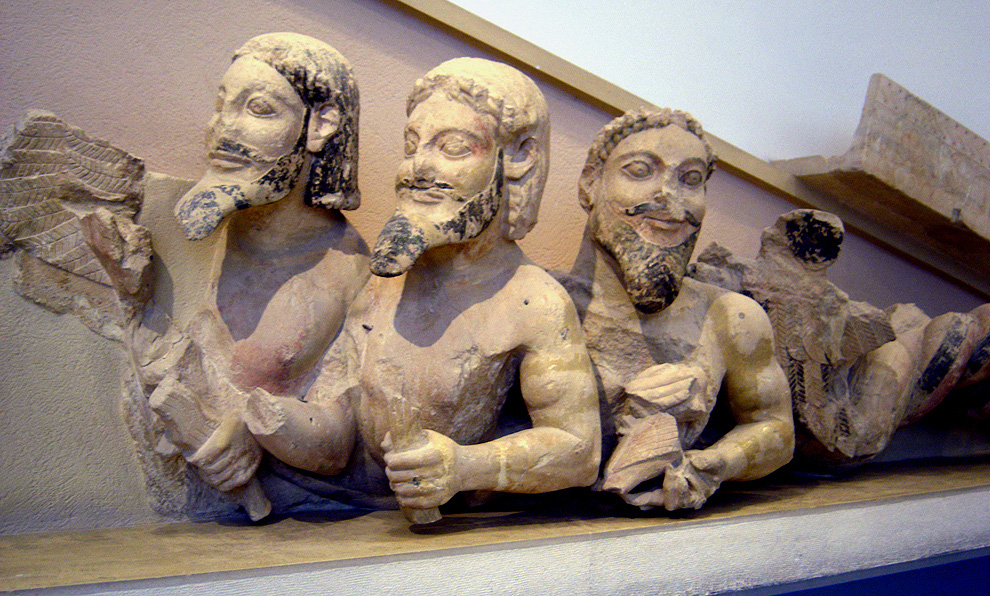
Scultura frontonale frammentaria, cosiddetta "Barbablù", 560 a.C. circa, poros del Pireo, Atene, Museo dell'Acropoli 35.

### Contesto storico
Durante il VI secolo a.C. il commercio corinzio, prevalente tra il 640 e il 575 circa a.C., subisce un declino verticale, sostituito verso il 560 a.C. da quello attico. Corinto continuerà ad essere una potenza commerciale ed economica mantenendo il controllo del commercio magnogreco e nella Grecia settentrionale fino al 146 a.C. quando viene distrutta dai Romani, ma complessivamente Atene le si sostituisce come principale centro produttivo ed esportatore. Una stretta alleanza tra Policrate di Samo e Pisistrato si forma dopo lo stabilimento definitivo del potere di quest'ultimo su Atene e l'impulso dato alle arti da parte di entrambi è ben attestato. Più durevole fu tuttavia l'azione di Pisistrato, continuata dai figli. L'Atene di Pisistrato divenne come la Corinto dei Cipselidi un secolo prima e nell'arco di pochi anni l'Acropoli si popolò della migliore scultura e architettura attica; nel frattempo le commissioni private popolavano di kouroi e korai i cimiteri aristocratici delle zone rurali dell'Attica.

### Produzione artistica
Nel VII secolo a.C. erano già state poste le premesse per la realizzazione della grande architettura dorica e ionica, gli elementi della decorazione architettonica erano già stati definiti negli acroteri, antefisse e metope di Thermo e Calidone e nel fregio di Priniàs. Durante la fase arcaica propriamente detta (VI secolo a.C.) in architettura si consolidano le conquiste del periodo precedente con la creazione di alcuni dei maggiori templi del mondo antico in cui si stabiliscono i rapporti proporzionali tra gli elementi dell'edificio. La scultura dedalica aveva dato avvio alla scultura monumentale ponendo l'esigenza di un maggiore rigore strutturale. Le tecniche sono già in gran parte acquisite, le scuole assumono una propria fisionomia e si fissano le tipologie del kouros e della kore. Nascono le prime personalità artistiche, seppure non socialmente riconosciute; aumenta la consapevolezza del proprio ruolo da parte di ceramisti, ceramografi e scultori tra i quali si diffonde la pratica di firmare le proprie opere. Nella pittura vascolare dal 580 a.C. regna una certa unità stilistica dovuta alla tecnica delle figure nere che ha favorito la nascita di uno stile propriamente ceramografico; i progressi sono particolarmente sensibili nella ceramica attica del secondo quarto del VI secolo a.C.
La più grande realizzazione dell'epoca arcaica, il tipo del kouros, è maggiormente comprensibile se messa in rapporto con la sfera intellettuale e politica del mondo greco, piuttosto che con le influenze orientali ed egiziane, le quali per altro hanno avuto un'importanza fondamentale nella sua elaborazione formale. Queste influenze non sarebbero durate a lungo se non avessero trovato humus nel pensiero greco quale si andava formando in quegli stessi anni, come non ha avuto durata la tendenza al gigantismo, scomparsa nell'arco di una trentina d'anni e legata prevalentemente alla volontà di alcune famiglie aristocratiche (se ne osserveranno in seguito alcune sopravvivenze, a Samo, ad Agrigento, finché non tornerà a vivere nelle enormi statue crisoelefantine di Fidia). Al materialismo dei primi filosofi greci (Talete e Anassimandro, originari di Mileto) corrisponde nell'arte figurativa la rappresentazione della vita mediante forme estremamente semplici,  l'artista greco è interessato alla forma umana in quanto perfetto compendio dell'armonia del cosmo, alla quale giungere mediante l'osservazione e lo studio tralasciando i dati accidentali: finché non verranno compresi nella loro funzione strutturale i dettagli anatomici continueranno ad essere tradotti in elementi decorativi.
Il fenomeno dei grandi colossi degli ultimi anni del VII secolo a.C. fu breve, ma vasto e diffuso; ad uno di questi giganti appartiene la Testa di kouros 3372 del Museo archeologico nazionale di Atene, e a questa testa è stilisticamente affine il kouros di New York (E. Homann-Wedeking li attribuisce ad uno stesso autore, J. Charbonneaux attribuisce il secondo ad un discepolo); da qui nasce la scultura attica arcaica contemporaneamente alla scultura dorico-peloponnesiaca della quale i Gemelli di Argo sono uno dei pochi esempi rimasti per questi anni, sufficienti tuttavia per contrapporre al kouros attico come "idea di uomo" la presenza di un volume reale.
Le prime rappresentazioni frontonali non si allontanano dall'ambito stilistico delle statue a tutto tondo. I piccoli ariballoi corinzi a forma di animale erano giunti ad una semplificazione che raggiunse la perfezione nel grande Leone di Corcira, originariamente posto come custode della tomba di Menekrates, trovato nel 1893 e oggi custodito nel Museo locale dove lo si può osservare nella sua esemplare unità volumetrica e tensione formale non distante da quella che informa i Gemelli di Argo. Qui, a Corcira (Corfù), nello stesso periodo si avrà il più antico esempio di sculture frontonali in poros (calcare) che ci sia pervenuto, quello del tempio di Artemide a Corfù (che è a sua volta il più antico esempio di tempio dorico interamente costruito in pietra); ma la predominanza artistica delle maestranze corinzie stava per essere sostituita da quella ateniese una volta risolta, almeno momentaneamente (Solone), la crisi politica e sociale in cui versava.
In architettura l'ordine dorico (ovvero quello stile costruttivo diffuso già nel VII secolo a.C. dalle maestranze corinzie) domina nella Grecia continentale e nelle colonie di Sicilia. All'inizio del VI secolo a.C. si datano i templi dorici di Apollo a Siracusa (colonia corinzia fondata verso il 733 a.C.) e il già menzionato tempio di Artemide a Corfù (580 a.C. circa). Conosciamo poco il Tempio di Apollo a Delfi che fu distrutto nel 548 a.C., ma il tempio di Apollo a Corinto che verso il 540 a.C. rimpiazzò l'edificio del VII secolo a.C. rivela le direzioni verso cui si muovono gli architetti in questo periodo. Alcuni degli esempi più belli del dorico di metà secolo sono in Sicilia (tempio C di Selinunte), mentre le colonie magnogreche, più legate per la loro origine alle tradizioni ioniche, introducono nello stile dorico uno spirito più sensibile ai valori decorativi i cui caratteri maggiormente significativi sono visibili nel santuario di Hera alla foce del Sele.

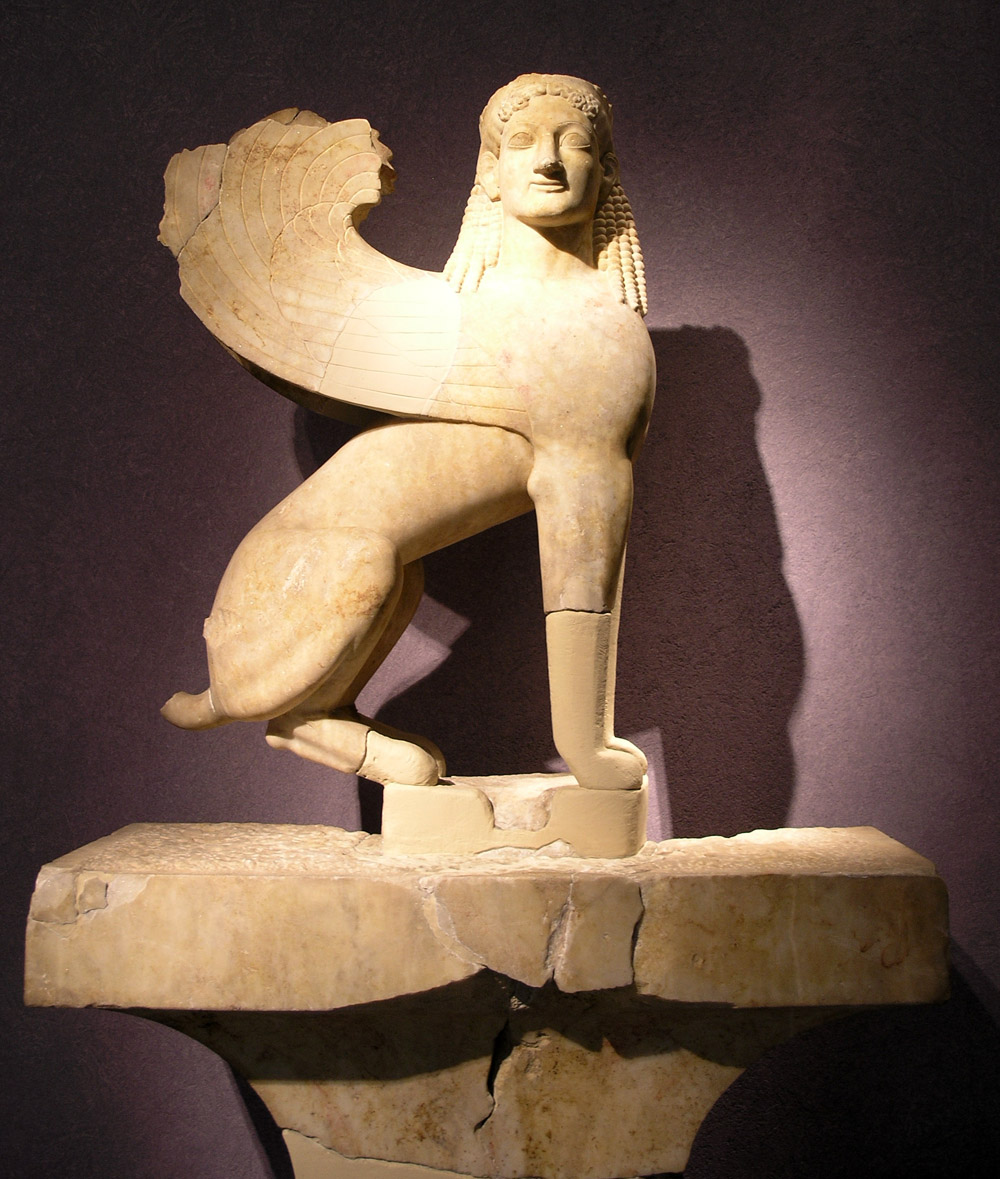
Sfinge del Ceramico, stele funeraria (560–550 a.C.), h 63 cm. Atene, Museo del Ceramico Inv. P1050

Nella prima metà del VI secolo a.C. la Grecia orientale attraversava un momento di grande splendore, Mileto e Samo erano le città più importanti a livello culturale, commerciale e artistico. Nel 570 a.C. Rhoikos e Theodoros costruiscono il terzo Heraion di Samo, seguiranno l'Artemision di Efeso (durante il regno di Creso, 560-546 a.C.) e il Tempio arcaico di Apollo a Didima (540 a.C. ca.) in una gara di magnificenza e potenza per la supremazia sulla Ionia. Non è rimasto nulla delle sculture che dovevano probabilmente decorare l'Heraion di Samo di Rhoikos, ma della produzione scultorea monumentale samia, contemporanea alla costruzione del tempio, ci restano le statue dedicate da Cheramyes, che si suppone facciano parte di un gruppo simile a quello di poco posteriore scolpito da Geneleos (vedi Scultura ionica).
Nei cinquant'anni che vanno dal primo colpo di stato di Pisistrato (560 a.C.) alla cacciata di suo figlio Ippia (510 a.C. circa), lo stile dell'arte attica si presenta sostanzialmente uniforme. Prima della metà del VI secolo a.C. sull'Acropoli di Atene inizia una fase di piena trasformazione. La costruzione dell'Antico tempio di Atena Poliàs era accompagnata dalla dedica privata del Moschophoros e dall'importazione delle korai Acr. 677 e Acr. 619 provenienti da Nasso e da Samo, subito affiancate dall'attica Kore col melograno (Acr. 593). Contemporaneamente avvenne la trasformazione delle Feste panatenaiche in una grande festa quadriennale, iniziativa tradizionalmente accreditata a Pisistrato, e le due trasformazioni possono facilmente essere viste come collegate; in generale il mecenatismo architettonico di Pisistrato in questi anni è ben attestato: sull'Acropoli erige il primo tempio dedicato ad Artemide Brauronia, nell'Agora, a ovest, costruisce santuari per Apollo e per Zeus e la Stoà reale, nell'angolo a sud-ovest l'edificio F, sul pendio tra l'Agora e l'Acropoli l'Eleusinion, e a Eleusi il nuovo Telesterion.
Durante le Guerre persiane l'acropoli ateniese di età arcaica venne distrutta e saccheggiata, i resti della distruzione vennero sepolti dagli stessi ateniesi nella cosiddetta colmata persiana da cui sono stati in parte recuperati ancora ricoperti dalla originaria policromia. Alcuni di questi ritrovamenti hanno permesso di seguire l'evoluzione della scultura monumentale e della statuaria attica e ateniese in epoca arcaica. Gli scavi del 1880 portarono alla luce circa tre dozzine di korai di dimensioni umane o più grandi del naturale, molte derivanti da tipologie ioniche (il costume ionico appare ad Atene verso la metà del VI secolo a.C. con la Kore di Lione), ma al di fuori di queste influenze la scultura attica arcaica si presentava meno interessata al modellato delle superfici e tesa piuttosto a curare la compattezza strutturale della figura, continuando in questo senso le indicazioni della scuola corinzia e peloponnesiaca, come si può vedere nel Frontone Barbablù. Le ricerche sulla spazialità e sulla costruzione organica delle parti corporee che si evidenziano nelle teste in poros sembrano convergere alla metà del VI secolo a.C. in opere fondamentali come la Sfinge del Ceramico che colpisce per l'eleganza nervosa tipicamente attica e per il modellato preciso della struttura ossea, ma soprattutto nel Cavaliere Rampin.
Verso il 570 a.C. era iniziata anche la produzione delle stele funerarie che gradualmente andranno a sostituire i vasi e le statue, e che continueranno a perfezionarsi per circa due secoli. Si tratta di stele con rilievi marmorei alla cui sommità si trova generalmente una sfinge e successivamente solo una palmetta. A rilievo viene rappresentato il defunto, nudo, vestito, oppure armato, spesso rappresentato come atleta. Le scene con più figure sono rare in questo periodo e diverranno frequenti solo in epoca classica.

## Tardo arcaismo (530-490 a.C. ca.)

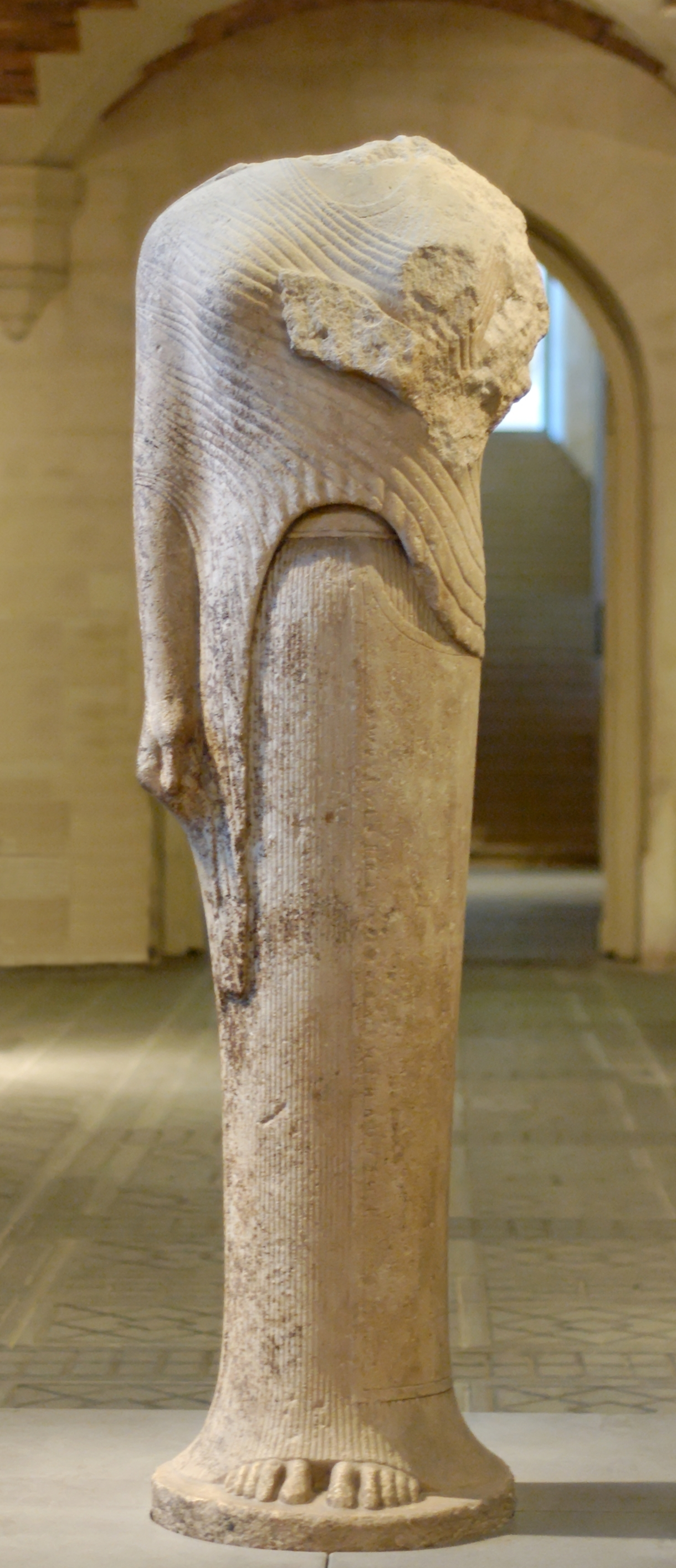
L'Hera di Samo (570-560 a.C. circa)

Nell'oriente greco la grandiosità dei cantieri aperti a metà del secolo comportava il proseguimento di quelle stesse opere (Artemision di Efeso e Didymaion nei pressi di Mileto). Del 530-525 a.C. è la ricostruzione dell'Heraion di Samo commissionata da Policrate.
L'architettura ionica continuava ad influenzare il linguaggio architettonico delle colonie. Verso il 530 a.C. si costruì a Paestum la Basilica di Paestum che rivelava influenze ioniche sia nell'organizzazione della pianta dorica, sia nella trabeazione. Alla fine del secolo il Tempio di Atena venne costruito nella parte nord del sito, primo esempio di utilizzo dell'ordine ionico per le parti interne di un tempio dorico e caratterizzato da una maggiore attenzione ai fattori ornamentali piuttosto che alla monumentalità dell'edificio. Circa nello stesso periodo si ingrandiva l'Heraion alla foce del Sele che divenne un grande tempio periptero e si costruivano a Selinunte il Tempio F e il Tempio G.
A Delfi il nuovo Tempio di Apollo che andò a sostituire quello distrutto nel 548 a.C., finanziato dagli Alcmeonidi per scopi propagandistici, si ergeva su un bellissimo muro in tecnica poligonale, sistema costruttivo già in uso in epoca micenea, per il quale si impiegarono blocchi di marmo accuratamente intagliato e connesso. È in questo periodo che l'accesso al recinto sacro nei santuari assume un aspetto monumentale e che si inizia ad armonizzare gli edifici con il paesaggio; a Delfi l'alto basamento avrebbe segnato la preminenza del tempio sulla foresta di tesori e donari e lo stesso accade ad Olimpia il cui santuario vive di sentieri, percorsi ed emergenze monumentali nell'apparente disordine degli altari e dei piccoli edifici. Del nuovo Tempio di Apollo a Delfi restano solo alcune sculture frontonali eseguite ad altorilievo probabilmente da Antenore (una figura femminile parzialmente ricostruita sembra imparentarsi con la kore Acropolis 681 dell'acropoli di Atene) in competizione con il frontone marmoreo raffigurante la Gigantomachia commissionato dai Pisistratidi, di cui a occidente ripetono il tema ma soprattutto l'organizzazione spaziale, con Zeus e Atena al centro e rivolti contro i giganti in direzione degli angoli. Il frontone orientale presentava invece la prima epifania di un dio su di un frontone templare: Apollo in posizione frontale ritto sul proprio carro (al quale seguiranno Zeus e Apollo a Olimpia e l'Atena del Partenone).
L'edificio che grazie all'ottimo stato di conservazione consente più di altri di cogliere i caratteri dell'architettura del tardo arcaismo è il Tempio di Afaia ad Egina. Qui ogni accenno ionico è ormai scomparso e la leggerezza dipende dalla linea e dai rapporti architettonici e lo stesso si dica del Tesoro degli Ateniesi costruito a Delfi dopo la battaglia di Maratona.
Come già detto, la continuità ideologica e culturale tra Pisistrato e i figli rende difficile distinguerne l'opera; è il caso del Tempio di Zeus Olimpio a sud dell'acropoli di Atene, un grande tempio dorico in competizione con le gigantesche realizzazioni ioniche, iniziato e non portato a termine. Alle costruzioni dell'Agora si aggiunsero, tra le altre, l'Altare dei dodici dei, il punto dal quale ad Atene si misuravano le distanze, e soprattutto l'Enneakrounos una monumentale fontana verso la quale veniva fatta confluire l'acqua dalle colline a est della città, un'opera in evidente competizione con l'Eupalino di Policrate.
Molti degli artisti del tardo arcaismo riuniti ad Atene non erano ateniesi e gli scultori dell'epoca in particolare erano grandi viaggiatori; il miglior straniero tra questi era Aristion di Paros specializzato nei monumenti funerari per gli aristocratici attici. Le note korai dell'acropoli di Atene sono solo una parte della produzione scultorea attica del tardo arcaismo di cui si dovrà ricordare almeno la statua di Atena seduta attribuita ad Endoios. L'ultimo quarto del VI secolo a.C. vede in Attica anche una ineguagliata arte del rilievo, esemplificata dalle stele e dalle basi dei monumenti funebri rinvenute in gran numero presso il Dipylon.
La produzione di kouroi, il cui schema e significato era rimasto sostanzialmente identico da circa un secolo, si dirada; il kouros di Kroisos manifesta appena una maggiore volontà di resa naturale da parte del suo autore. Uno degli ultimi è il kouros di Aristodico, un giovane aristocratico della Mesogea, dove malgrado la frontalità tipica del kouros arcaico si nota una corporeità che inizia a divenire significativa.

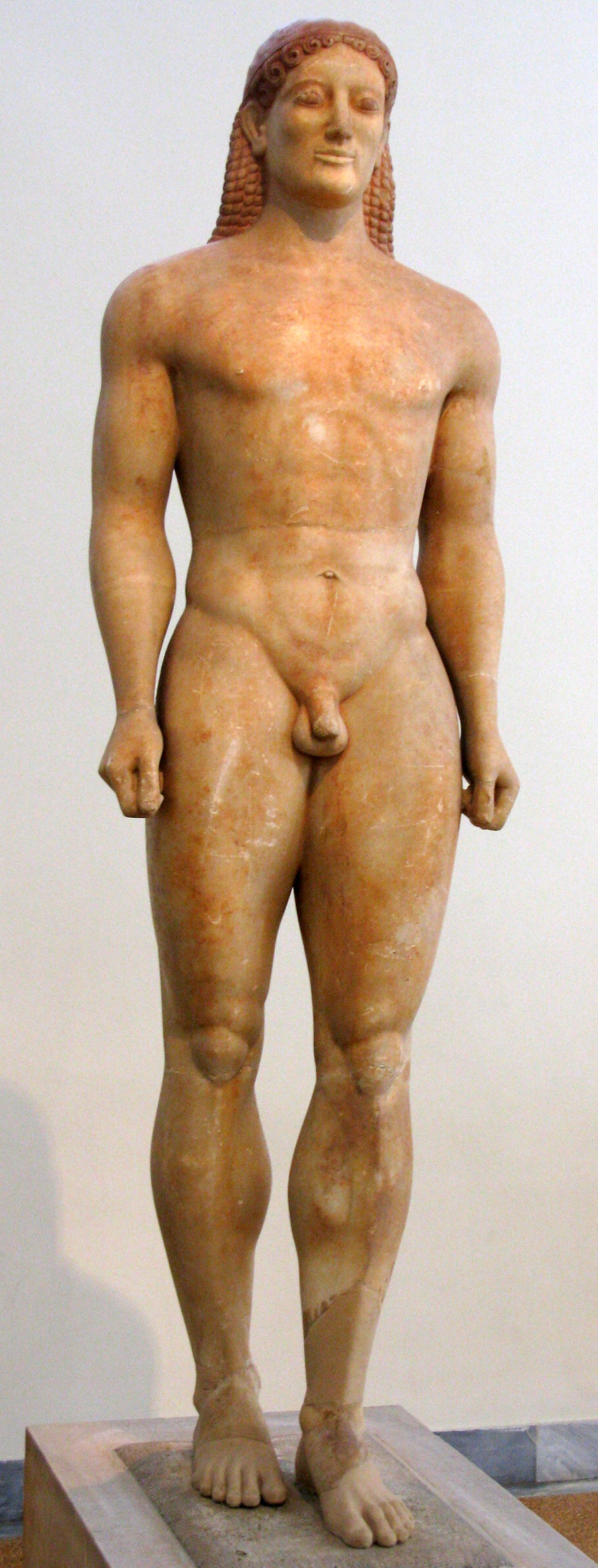
kouros di Kroisos, Museo archeologico nazionale di Atene

La scuola attica che dopo il 560 a.C. grazie alla riapertura dei contatti con l'esterno era tornata ad essere predominante, riuscì a superare le formule stilistiche arcaiche, che alla fine del periodo cominciavano a cristallizzarsi in fragili raffinatezze (l'arte dei Pisistratidi), ponendo nuovi problemi di tipo formale e contenutistico i quali porteranno a quello che convenzionalmente è chiamato lo "stile severo". Il passaggio dal periodo arcaico allo stile severo è visibile attraverso alcune opere del periodo i cui più illustri scultori, di cui accennano le fonti letterarie, giungono dal Peloponneso; sono Canaco di Sicione e Ageladas di Argo, tanto famoso quest'ultimo nell'antichità da essere indicato come il maestro di Mirone e di Fidia. Tutte le opere di questi scultori dorici sono scomparse, ma la testa di Atena in terracotta trovata ad Olimpia nel 1940 stabilisce una corrispondenza con la kore Acropolis 684 dell'acropoli di Atene, già considerata opera di autore peloponnesiaco. Altre importanti manifestazioni del passaggio dallo stile ionizzante allo stile severo sono date nei frontoni di Egina e nella decorazione scultorea del Tesoro degli Ateniesi.
Il Peloponneso possedeva le officine più importanti nell'ambito della bronzistica e ne resta un esempio eccezionale nel Cratere di Vix il quale benché sia riconosciuto come di produzione magnogreca deriva da modelli laconici. Grande importanza ebbe nel 1959 il ritrovamento di un Apollo bronzeo nel porto del Pireo, datato al 520 a.C., insieme ad un gran numero di bronzi perduti nel I secolo a.C. L'Apollo, di dimensioni superiori al naturale, più antico di circa cinquant'anni rispetto al più famoso Auriga di Delfi, è una dimostrazione delle capacità dei bronzisti greci al volgere del secolo ed è ritenuto, per lo stile massiccio ed essenziale, opera di ambiente peloponnesiaco.
La fase matura dell'arcaismo segna nella pittura vascolare il predominio assoluto di Atene che sarà favorito ulteriormente dal successo della nuova tecnica di invenzione ateniese, la ceramica a figure rosse; si tratta di una tecnica meno ceramografica rispetto a quella delle figure nere che consente maggiore precisione negli atteggiamenti, nei movimenti e nei volti, una maggiore libertà, e che ha favorito l'affermarsi di un gran numero di maestri di primo piano oltre ad aver preparato la nascita della grande pittura che si imporrà dopo il 480 a.C. Il pittore ritenuto l'inventore della tecnica a figure rosse è il Pittore di Andocide che ancora riecheggia Exechias nella composizione, ma le cui figure presentano, ad esempio nell'anfora con il concorso musicale conservata al Louvre (n. inv. G1), la grazia manierata e modaiola della gioventù che affiancava la corte dei Pisistratidi: la moda dei lunghi chitoni ionici, come quello indossato dalla singolare figura maschile in marmo dedicata sull'acropoli di Atene (Acropolis 633). Sono questi gli anni in cui sui vasi compaiono continuamente i nomi dei più belli tra gli appartenenti a questa gioventù spesso occupata nei giochi atletici frequentemente raffigurati sui vasi.

## Bibliografia

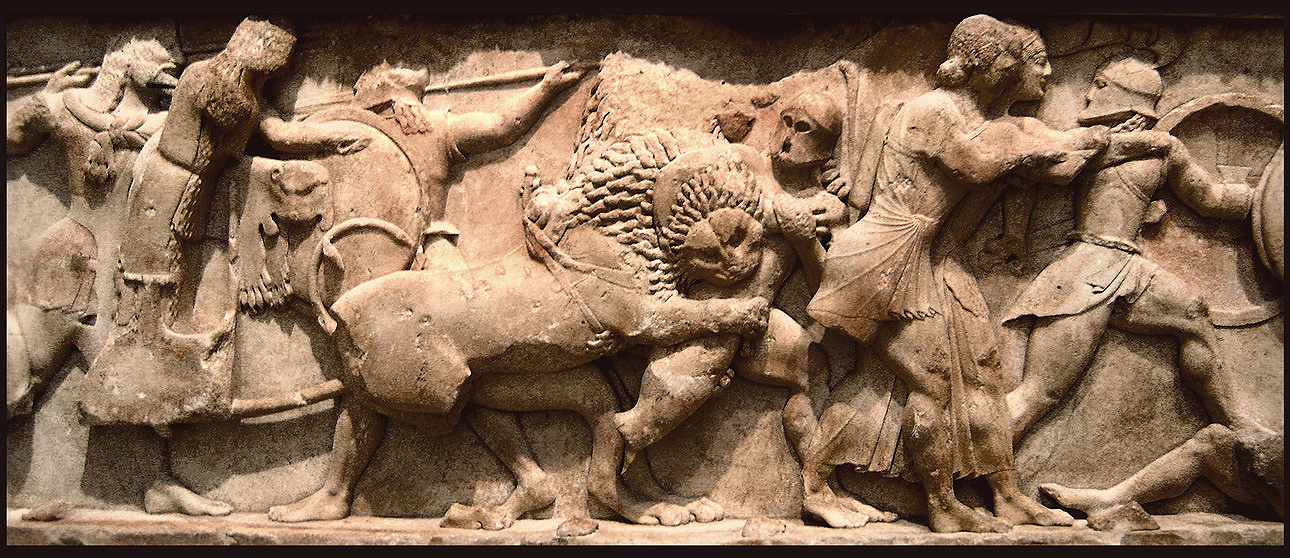
Dettaglio del fregio del Tesoro dei Sifni a nel Museo archeologico di Delfi